# Ароз
Ароз (фр. Aroz) насеље је и општина у источној Француској у региону Франш-Конте, у департману Горња Саона која припада префектури Везул.
По подацима из 2011. године у општини је живело 158 становника, а густина насељености је износила 24,05 становника/km². Општина се простире на површини од 6,57 km². Налази се на средњој надморској висини од 257 метара (максималној 267 m, а минималној 212 m).

## Демографија
| 1962. | 1968. | 1975. | 1982. | 1990. | 1999. | 2011. |
| ----- | ----- | ----- | ----- | ----- | ----- | ----- |
| 99    | 101   | 116   | 141   | 158   | 151   | 158   |

График промене броја становника у току последњих година